# Petr Kanko
Petr Kanko (* 7. Februar 1984 in Příbram, Tschechoslowakei) ist ein ehemaliger tschechischer Eishockeyspieler, der unter anderem für den HC Oceláři Třinec in der tschechischen Extraliga und verschiedene Vereine der zweiten tschechischen Spielklasse aktiv war. Darüber hinaus absolvierte er zehn NHL-Partien für die Los Angeles Kings und 254 Partien in der American Hockey League für die Manchester Monarchs.

## Karriere
Petr Kanko begann seine Karriere als Eishockeyspieler beim HC Sparta Prag, für dessen Profimannschaft er in der Saison 2000/01 sein Debüt in der Extraliga gab. In seinem Rookiejahr erzielte er in sechs Spielen ein Tor. Anschließend spielte er drei Jahre lang für die Kitchener Rangers, die ihn beim CHL Import Draft 2001 als Gesamtzweiten gezogen hatten, in der kanadischen Juniorenliga Ontario Hockey League und gewann mit den Kanadiern 2003 sowohl den J. Ross Robertson Cup als OHL-Meister, als auch den Memorial Cup, das Finalturnier um den Meistertitel der Canadian Hockey League. In seiner Zeit bei den Kitchener Rangers wurde der Flügelspieler zudem im NHL Entry Draft 2002 in der dritten Runde als insgesamt 66. Spieler von den Los Angeles Kings ausgewählt, für deren Farmteam er von 2004 bis 2008 in der American Hockey League spielte. In der Saison 2005/06 stand er zudem in zehn Spielen für die Los Angeles Kings selbst in der National Hockey League auf dem Eis und erzielte dabei ein Tor. In der Saison 2007/08 kam er zudem zu einem Einsatz für die Reading Royals in der ECHL.
Von 2008 bis 2010 spielte Kanko in seiner tschechischen Heimat für den Extraliga-Teilnehmer HC Oceláři Třinec, mit dem er jedoch nicht über die erste Playoff-Runde hinauskam. In der Saison 2010/11 stand der ehemalige Junioren-Nationalspieler beim HC Litvínov in der Extraliga unter Vertrag. Für diesen absolvierte er jedoch nur ein Spiel und verbrachte die gesamte rechtliche Spielzeit beim HC Slovan Ústečtí Lvi in der zweitklassigen 1. Liga. Zur Saison 2011/12 schloss er sich Orli Znojmo aus der Österreichischen Eishockey-Liga an.
In den folgenden Jahren wechselte Kanko mehrfach den Verein und spielte unter anderem für den  HC Frýdek-Místek, AZ Havířov, MsHK Garmin Žilina (Slowakei) und zuletzt beim HC Poruba, meist in der zweiten oder dritten Spielklasse Tschechiens. 2013 schaffte er mit AZ Havířov den Aufstieg aus der dritten in die zweite Liga. 
2022 beendete Kanko seine Karriere und wurde Team-Betreuer beim HC Poruba.

### International
Für Tschechien nahm Kanko an der U18-Junioren-Weltmeisterschaft 2001 sowie der U20-Junioren-Weltmeisterschaft 2004 teil.

## Erfolge und Auszeichnungen
- 2002 CHL Top Prospects Game
- 2002 OHL Second All-Rookie-Team
- 2003 J.-Ross-Robertson-Cup-Gewinn mit den Kitchener Rangers
- 2003 Memorial-Cup-Gewinn mit den Kitchener Rangers

## Karrierestatistik
(Legende zur Spielerstatistik: Sp oder GP = absolvierte Spiele; T oder G = erzielte Tore; V oder A = erzielte Assists; Pkt oder Pts = erzielte Scorerpunkte; SM oder PIM = erhaltene Strafminuten; +/− = Plus/Minus-Bilanz; PP = erzielte Überzahltore; SH = erzielte Unterzahltore; GW = erzielte Siegtore; 1 Play-downs/Relegation; Kursiv: Statistik nicht vollständig)